# مونکالوو
مونکالوو (به ایتالیایی: Moncalvo) یک کومونه در ایتالیا است که در استان آسته واقع شده‌است.

## خصوصیات
مونکالوو ۱۷٫۷ کیلومترمربع مساحت و ۳٬۳۱۹ نفر جمعیت دارد و ۳۰۵ متر بالاتر از سطح دریا واقع شده‌است.